# FedEx
FedEx Corporation — американська транснаціональна логістична компанія зі штаб-квартирою у Мемфісі, Теннессі, зайнята у галузі внутрішніх та міжнародних перевезень і доставки вантажів. Відома як піонер у впровадженні нічної обробки і транспортування експреспошти та відслідковуванні відправлень у режимі реального часу.

## Історія
Компанія заснована у 1971 році як «Federal Express Corporation». Здійснення операцій розпочала у 1973 році.
До 1983 року компанія отримала перший 1 млрд. доларів прибутку річних. У 1984 року вийшла на ринки Європи та Азії. У 1988 році придбала одного з основних конкурентів «Flying Tiger Line», внаслідок чого стала найбільшою вантажною компанію з повним спектром послуг у світі. У 1994 році «Federal Express» ребрендовано на «FedEx».
2 жовтня 1997 року «FedEx» реорганізована у холдингову компанію «FDX Corporation». Нова холдингова компанія розпочала свою діяльність у січні 1998 року з придбанням «Caliber System Inc.», після чого розпочала надавати інші послуги, крім експрес-доставки.
У 1990-х роках «FedEx» планувала, але згодом відмовилася від кооперації з «British Airways».
У січні 2000 року «FDX Corporation» змінила назву на «FedEx Corporation» та перейменувала всі свої дочірні компанії. «Federal Express» стала «FedEx Express», «RPS» — «FedEx Ground», «Roberts Express» — «FedEx Custom Critical», а «Calibre Logistics» та «Calibre Technology» були об'єднані в «FedEx Global Logistics». Створено нову дочірню компанію «FedEx Corporate Services» для централізації продажів, маркетингу та обслуговування споживачів для всіх дочірніх компаній. У лютому 2000 року «FedEx» придбала «Tower Group International», міжнародну логістичну компанію. Також було придбано «WorldTariff». «TowerGroup» та «WorldTariff» були ребрендовані під «FedEx».
«FedEx Corp.» придбала приватну «Kinko's Inc». у лютому 2004 року та перейменувала її у «FedEx Kinko». Придбання було зроблено з метою розширення роздрібного доступу «FedEx» до ширшого числа клієнтів. У червні 2008 року «FedEx» оголосила, що про ребрендинг всіх логістичних центрів «Kinko's» на «FedEx Office». У вересні 2004 року компанія придбала «Parcel Direct», що була трансформована на «FedEx SmartPost».
У квітні 2015 року «FedEx» придбала конкуруючу «TNT Express» за 4,4 млрд євро.
У лютому 2016 року запущено «FedEx Cares».
У березні 2018 року придбано «P2P Mailing Limited».
У вересні 2018 року «FedEx» збільшила час обслуговання клієнтів «FedEx Ground».
У січні 2019 року «FedEx Trade Networks» перейменовано на «FedEx Logistics».
У травні 2019 року «FedEx» оголосила про чергове збільшення часу обслуговування у піковий період.
У червні 2019 року «FedEx» оголосила, що не буде продовжувати контракт з «Amazon» на 850 млн доларів для внутрішньої експрес-доставки у США. У серпні 2019 року компанія оголосила про припинення наземних поставок для «Amazon».

## Структура

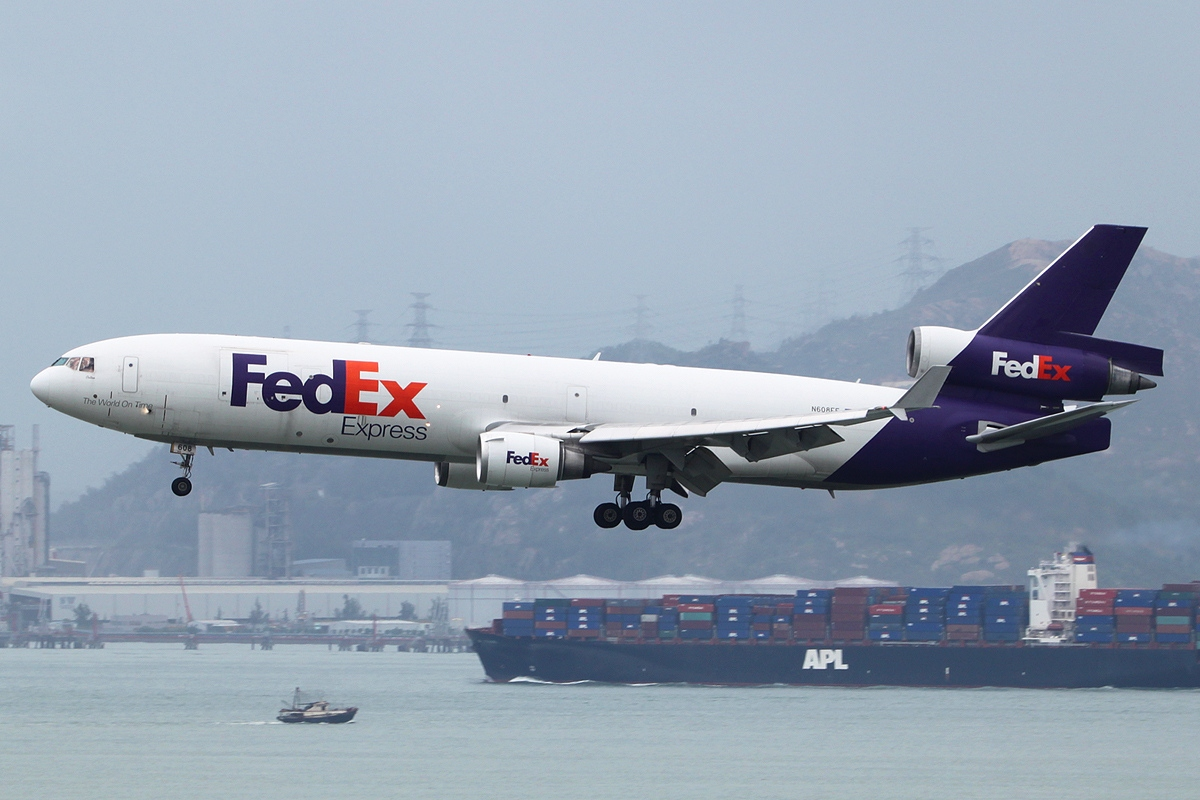
Літак McDonnell Douglas MD-11 компанії «FedEx Express» сідає у Гонконгу у серпні 2010

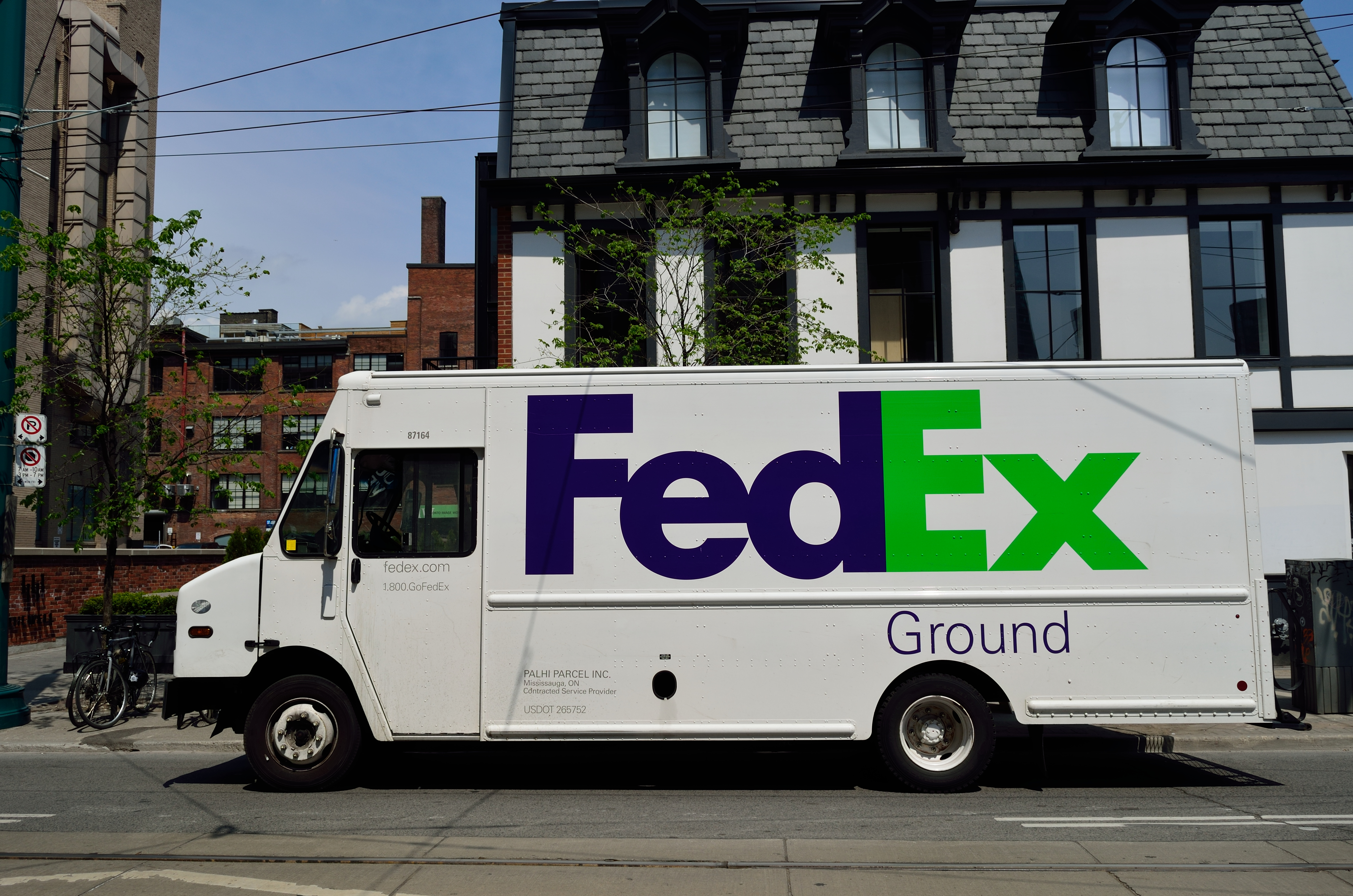
Кур'єрський фургон

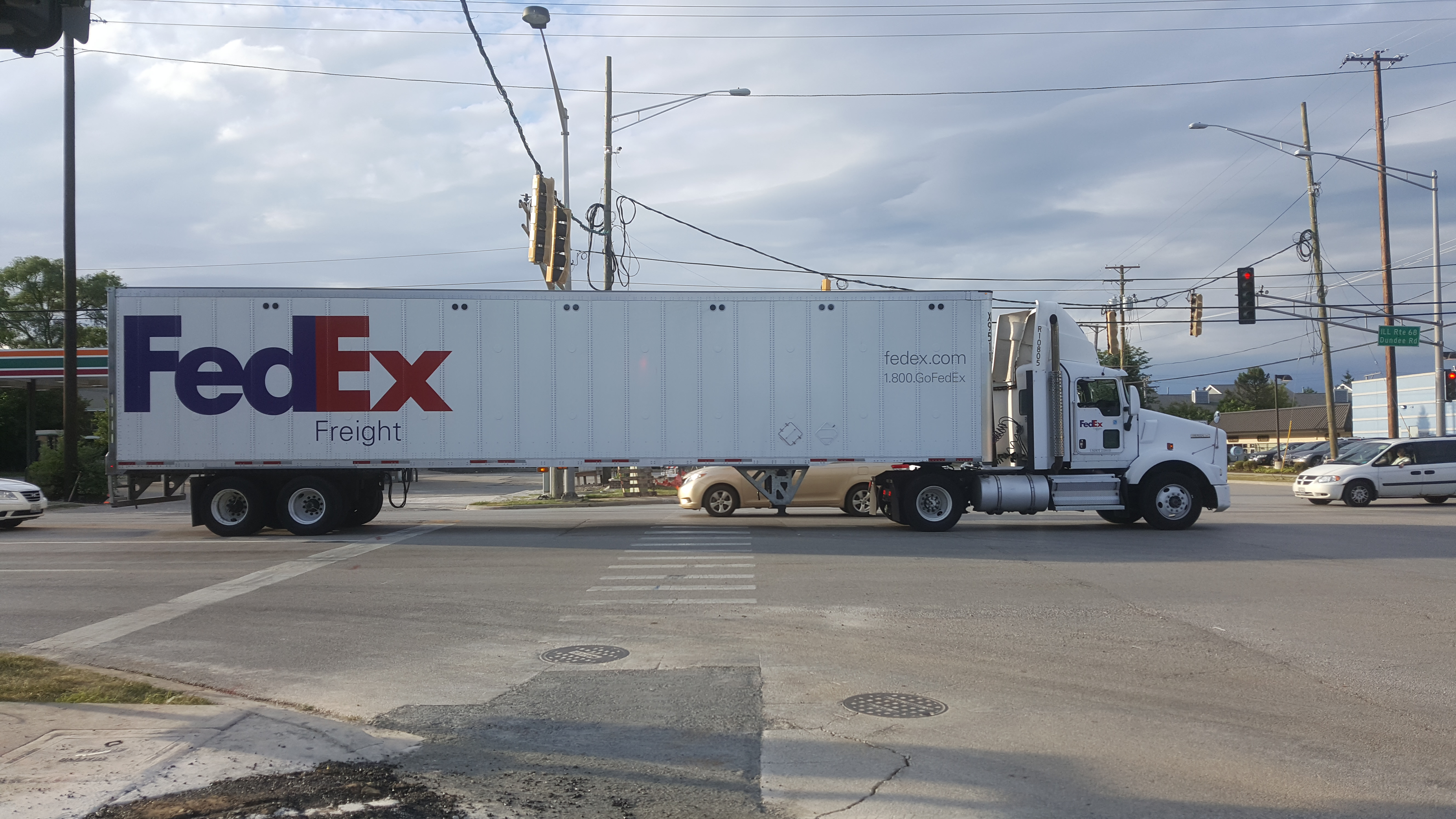
Магістральна вантажівка компанії у Нортбруку, Іллінойс

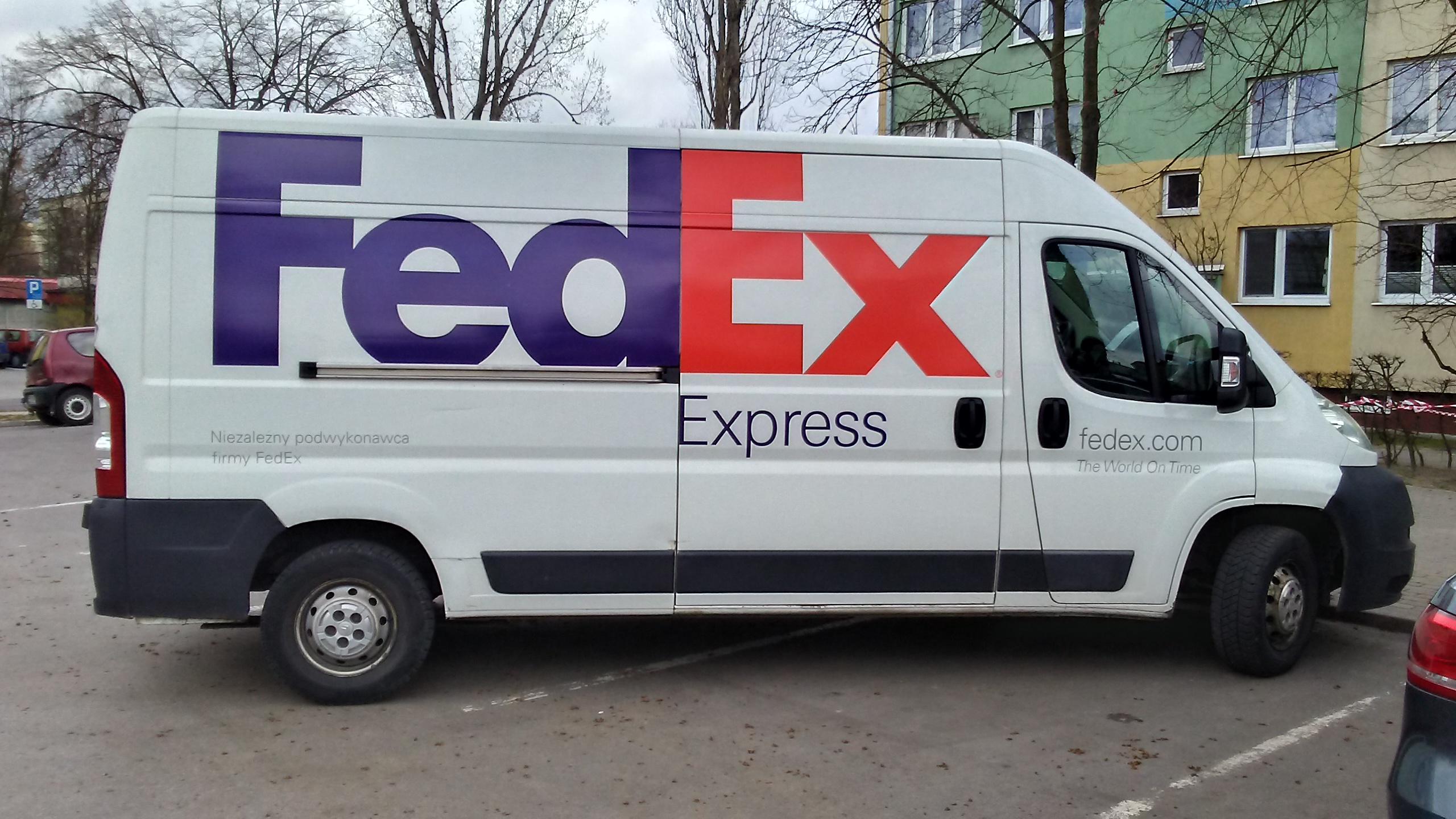
Фургон у Томашуві-Мазовецькому

Логістичні операції під брендом «FedEx» виконують такі компанії:
- FedEx Express.
  - Caribbean Transport Services.
  - TNT Express.
- FedEx Ground[37].
  - FedEx Home Delivery[38].
  - FedEx SmartPost[39].
- FedEx Freight[40].
  - FedEx Freight Canada.
- FedEx Logistics.
  - FedEx Air & Ocean Cargo Networks.
  - FedEx Cross Border.
  - FedEx Custom Critical[41].
  - FedEx Customs Brokerage.
  - FedEx Forward Depots.
  - FedEx Supply Chain.
  - FedEx Customer Relations.
  - FedEx Delivery Manager.
- FedEx Office[42].
  - FedEx Office Print and Ship Centers.
  - FedEx SameDay City.

## Фінансові показники
За 2018 фінансовий рік «FedEx» отримала прибуток 4,572 млрд. доларів, операційний прибуток — 65,450 млрд. доларів, що на 8,5% більше порівняно з попереднім фінансовим циклом. Акції «FedEx» торгувались на рівні понад 244 долари за акцію, а ринкова капіталізація у жовтні 2018 року оцінювалася у понад 55,5 млрд. доларів. «FedEx» посідає 50-те місце у списку найбільших корпорацій США за 2018 рік за версією «Fortune 500».
| Рік  | Прибуток млн. USD$ | Чистий прибуток млн. USD$ | Загальні активи млн. USD$ | Ціна акції USD$ | Зайнятість |
| ---- | ------------------ | ------------------------- | ------------------------- | --------------- | ---------- |
| 2005 | 29,363             | 1,449                     | 20,404                    | 83.40           |            |
| 2006 | 32,294             | 1,806                     | 22,690                    | 101.69          |            |
| 2007 | 35,214             | 2,016                     | 24,000                    | 100.12          |            |
| 2008 | 37,953             | 1,125                     | 25,633                    | 76.143          |            |
| 2009 | 35,497             | 98                        | 24,244                    | 59.52           |            |
| 2010 | 34,734             | 1,184                     | 24,902                    | 80.69           |            |
| 2011 | 39,304             | 1,452                     | 27,385                    | 82.21           |            |
| 2012 | 42,680             | 2,032                     | 29,903                    | 86.05           |            |
| 2013 | 44,287             | 2,716                     | 33,567                    | 106.25          | 281,000    |
| 2014 | 45,567             | 2,324                     | 33,070                    | 144.80          | 269,900    |
| 2015 | 47,453             | 1,050                     | 36,531                    | 161.10          | 166,000    |
| 2016 | 50,365             | 1,820                     | 45,959                    | 159.36          | 168,000    |
| 2017 | 60,319             | 2,997                     | 48,552                    | 205.60          | 169,000    |
| 2018 | 65,450             | 4,572                     | 52,330                    | 244.53          | 227,000    |
| 2019 | 69,693             | 540                       | 54,403                    | 222.94          | 239,000    |
| 2020 | 69,217             | 1,286                     | 73,537                    | 184.60          | 245,000    |

## Реакція на повномасштабне вторгнення Росії на територію України
04 березня 2022 року компанія «FedEx» повідомила, що зупиняє поставки у Росію та Білорусію. Також компанія повідомила, що надасть гуманітарну допомогу у розмірі 1,5 млн. доларів українцям, що постраждали через війну.